# 야부촌 (오키나와현)
야부촌(屋部村)은 오키나와현 구니가미군에 설치되었던 촌이다. 현재의 나고시에 해당한다.